# ハンス・ヴェルツェル
ハンス・ヴェルツェル（Hans Welzel, 1904年3月25日 - 1977年5月5日）は、ドイツの犯罪学者・法哲学者。ライン・フリードリヒ・ヴィルヘルム大学名誉教授。

## 経歴
ドイツのテューリンゲン地方アルテルンに生まれる。1923年から、ハイデルベルク大学とイェーナ大学で刑法と法哲学を学ぶ。1928年法学博士。1930年ケルン大学刑事学研究所助手、1935年ケルン大学講師。1940年ゲッティンゲン大学教授。第二次世界大戦中はナチズム支持論文を擁護していたが、自身は支持者ではなかったと主張している。
1952年ボン大学教授。1962年ボン大学総長。
1966年、日本刑法学会の招待により1カ月間来日し、刑法について複数回の講演を行い、その翻訳を含む書籍『目的的行為論の基礎』が出版されている。
1973年に引退し、1977年コブレンツ近郊のアンダーナハ (Andernach) で死去。73歳没。

## 刑法理論
目的的行為論・人的不法論・結果無価値・行為無価値という概念を提唱し、第二次世界大戦後に日本にも紹介され、日本の刑法学説にも重大な影響を与えた。日本人の弟子に福田平がいる。
ヴェルツェルは、1931年の論文『因果関係と行為』において、意味に満ちた生活世界に実存する人間の行為の存在構造からみれば、あらかじめ目標を実現するため手段を選択し、選択された手段を目標実現に向けて支配・操作する目的的意思にこそ人間行為の本質があるので、目的的意思は、目的を実現するための手段である行為の本質的要素であり分離できないものであるとして目的的行為論を提唱し、これを基礎に独自の刑法体系を構築した。リヒャルト・ホエーニッヒスバルトの思考心理学やニコライ・ハルトマン（自身によればベー・エフ・リンケ）の現象学の研究成果を応用した法哲学が背景にあり、その成果は1940年発行の『ドイツ刑法総則綱要』にまとめられ、これに刑法各論部分を加筆した1947年発行の『ドイツ刑法』は根強い人気のある教科書として1969年に11版まで発行された。

## 新ヘーゲル主義
ヴェルツェルは、マルティン・ブッセ、B. バウフ、F. ベームなど20名ほどの法学者とともに、『法哲学の基礎』（1935年）を発表したゲッティンゲン大学のユリウス・ビンダー（1870年 - 1939年）の教え子であり信奉者だったことで知られている。ビンダーは、1930年代のナチス及びファシズムの台頭に伴い、新カント主義の批判的認識論から新ヘーゲル主義の弁証法的存在論に立場を変え、ハンス・ケルゼンや牧野英一などの支持する法実証主義に反対し、ナチス法制の提唱者の代表として活躍した法哲学者の一人で、カール・シュミット、小野清一郎などにも影響を与えた。
なお、新ヘーゲル主義は第二次世界大戦の敗戦により敗北に終わったとされているが、団藤重光（最高裁判所裁判官）、福田平、山口厚（最高裁判所裁判官、司法試験委員会委員長）など法学者らにより、戦後も目的的行為論（結果無価値・行為無価値）が論じられている。

## 著述
- 1930年（刑法と哲学）Strafrecht und Philosophie. [4]
- 1936年（刑法における自然主義と価値哲学）Naturalismus und Wertphilosophie im Strafrecht
- 1940年（ドイツ刑法総則綱要）Der Allgemeine Teil des deutschen Strafrechts in seinen Grundzügen
- 1949年（目的的行為論 - 批評家との議論）Um die finale Handlungslehre – eine Auseinandersetzung mit ihren Kritikern
- 1949年（ドイツ刑法基礎: 体系提要） Das deutsche Strafrecht in seinen Grundzügen: Eine systematische Darstellung
- 1955年（自然法と実質的正義、法哲学入門）Naturrecht und materiale Gerechtigkeit; Prolegomena Zu Einer Rechtsphilosophie
- 1961年（刑法体系の新様相）Das neue Bild des Strafrechtssystems
- 1975年（刑法・法哲学論）Abhandlungen zum Strafrecht und zur Rechtsphilosophie

### 解説書
- 福田平編『目的的行為論の基礎』（1967年）　
  - ヴェルツェル『刑法と哲学』（Strafrecht und Philosophie, 1930年）[4]
  - ヴェルツェル『刑法体系の新様相 第4版』序文抄（1961年）